# Fúria cega (pel·lícula de 2011)
Fúria cega, és una pel·lícula d'acció estatunidenca del 2011 protagonitzada per Nicolas Cage i Amber Heard.

## Argument
En Milton (Nicolas Cage) és un ex-convicte i un pare furiós, completament mogut per la ira, que persegueix les persones que van matar la seva filla i van segrestar el seu nadó per sacrificar-lo en un ritual satànic, encapçalat per en Jonah King (Billy Burke). Durant la seva descontrolada persecució estarà acompanyat per una cambrera anomenada Piper (Amber Heard), que robarà el cotxe del seu xicot per tal d'ajudar-lo. A més a més, durant la cerca també seran perseguits per la mà dreta del mateix Diable que s'anomena, ell mateix, el Contable (William Fichtner), i que pretén tornar en Milton a l'infern. Segons passa el temps, en Milton cada cop està més colèric i la persecució esdevé sanguinària, tot conduint a tota velocitat, i deixant al darrere tot de cadàvers. En Milton ha de venjar la mort de la seva filla, és la seva última oportunitat de redempció.

## Repartiment
- Nicolas Cage és Milton.
- Amber Heard és Piper.
- William Fichtner és El Contable.
- Billy Burke és Jonah King.
- David Morse és Webster.